# Neumarkt an der Ybbs
Neumarkt an der Ybbs là một thị xã thuộc huyện Melk trong bang Niederösterreich.